# Frédéric Pierre (acteur)
Pour les articles homonymes, voir Frédéric Pierre et Pierre.
Frédéric Pierre est un acteur québécois d'origine haïtienne.

## Biographie
Frédéric Pierre est un acteur québécois, né d’une mère franco-québécoise et d’un père haïtien (relation fraternelle avec la comédienne Véronique Pierre). Il commence son parcours à la télévision et est plus tard reconnu dans le théâtre québécois et français.

## Carrière
Il joue le rôle de Sylvestre Paul dans la série télévisée Virginie de 1996 à 1999. Il est aussi présent dans la dernière saison en 2010. Il apparait dans la série Cover Girl entre 2004 et 2006, rôle pour lequel il obtient une nomination dans la catégorie du meilleur acteur de comédie aux Gémaux de 2005, ainsi que dans le téléfilm Miss Météo en 2005 et dans les deux premières saisons de la série du même nom deux ans plus tard.
Il joue en 2006 le rôle de Joël Janvier dans la série Le 7e Round, puis celui du Dr Casimir dans la septième saison de la série Annie et ses hommes. On le voit ensuite dans la série Tactik, dans laquelle il incarne Reda Baptiste pendant 5 ans, de 2008 à 2013. Au même moment, il apparait dans les saisons 2 et 7 de la série Destinée, respectivement en 2008 et 2014, puis dans la saison 2 de Cheval-Serpent à Radio-Canada et dans les deux premières saisons de Les Magnifiques sur KOTV.
Entre 2017 et 2018, il joue le rôle de Nicolas dans la quatrième saison de la série Le Chalet, sur les ondes de la chaine Vrak ; cette saison obtient le récipiendaire du Gémeaux de la meilleure émission jeunesse.
L’acteur travaille aussi dans quelques téléséries, tel que Histoires de filles, Tag, 2 Frères, Les Aventures tumultueuses de Jack Carter, Music Hall, Conseils de famille et Mémoires vives.
Frédéric Pierre a de l'expérience dans le milieu du cinéma, il travaille sous la direction des réalisateurs de longs-métrages Sylvain Archambault : Piché, entre ciel et terre ; L'Ange gardien de Jean-Sébastien Lord ; Le Sexe des étoiles de Paul Baillargeon ; Gilles Carle : Pudding chômeur ; La Peau blanche de Daniel Roby ; Louis 19, le roi des ondes de Michel Poulette ; Sébastien Rose : Le Banquet.
Il joue Lady Lester au théâtre de la Ligue nationale d'improvisation en 2000, et C'est ma vie au Théâtre Jean Duceppe en 2006. Il est embauché pour la production de théâtre Ladies Night (en), production populaire jouée en 2011 et reprise en 2018, dans laquelle il interprète le personnage de Fred. Il joue en 2019 le personnage de Lee Younger dans une nouvelle production du Théâtre Jean Duceppe, Héritage, première adaptation francophone au Québec de la pièce Un raisin au soleil.
Il est présentement un animateur de l’émission radiophonique Véronique et les Fantastiques, en onde depuis le 27 août 2018.
Il est l’un des trois co-auteurs de la série télévisée québécoise Lakay nou créée et diffusée à partir du 18 janvier 2024 sur ICI TOU.TV et du 15 avril 2024sur ICI Radio-Canada Télé. La deuxième série sera diffusée en 2025.

## Présence médiatique
Frédéric Pierre est un membre des Auditions de la diversité (AD), un organisme qui crée et organise des auditions pour les personnes issues de communautés culturelles diversifiées. Cet organisme, né justement des obstacles que rencontrent trop souvent les acteurs issus de l'immigration, a pour but de mieux les intégrer aux productions locales québécoises.
Cette nouvelle adhésion a attiré l’attention des médias, le discours de l’acteur pour son intérêt envers le manque de diversité dans les arts au Québec a pris beaucoup d’importance. Dans plusieurs entrevues, Frédéric Pierre admet qu’il a eu beaucoup de chance. Étant souvent utilisée comme « l’ethnie de service », il n’a connu que quelques déceptions, sans jamais se retrouver face à un rejet constant des producteurs et diffuseurs.
Frédéric Pierre, dans une de ses entrevues en 2016, avoue qu’il trouve que la situation a beaucoup évolué depuis le début des années 2000. Il affirme que les producteurs et diffuseurs ont élargi leur palette, ne se cantonnant plus aux comédiens noirs, mais s'ouvrant aux acteurs des communautés asiatiques et arabes à la fois par souci d'ouverture, mais aussi à cause des pressions du Conseil de la radiodiffusion et des télécommunications canadiennes (CRTC).

### Racede David Mamet
La pièce Race raconte l’histoire de deux avocats qui plongent dans la tumulte des tensions raciales de leur pays quand l’un des deux avocats, Noir, doit aider à défendre le client de son patron, accusé d’avoir violé une femme noire. La pièce commence quand Charles Strickland, un riche client blanc, vient demander à un cabinet d’avocats de le défendre. Les stagiaires de l’avocat, tous deux noirs, vont naturellement se poser des questions, voir la situation d’un autre œil. Pour Frédéric Pierre, cette pièce est un véritable tournant dans sa carrière ; en parallèle avec l’un de ses plus gros rôles au théâtre, il y a aussi une occasion pour le comédien de parler des problèmes de représentation de diversité au Québec et de s’impliquer au sein de différents comités de l'Union des artistes qui luttent pour une plus grande représentation de la diversité. « C’est bel et bien une forme inconsciente de racisme que d’ignorer les acteurs de couleur ou d’origines métissées », pense le comédien. Programmé au Théâtre Jean-Duceppe pendant le mois de l'histoire des Noirs, cette pièce amène notamment la question des tensions raciales et du spectre des races en Amérique. Cette mise en scène d’une problématique très actuelle a donc laissé le comédien s’interroger publiquement sur la place qu’il n’aurait peut-être pas eu dans la pièce « 10 ans plus tôt ».
Tournant politique, prise de conscience médiatisée, l’attention du comédien sur les problèmes ethniques dans les arts québécois aura beaucoup plus d’impact avec son interprétation d'Henry dans Race.

### Controverse SLAV
Le metteur en scène de la compagnie Ex-Machina, Robert lepage, ainsi que la chanteuse de descendance italienne Betty Bonifassi ont mis en scène la pièce SLAV; une odyssée théâtrale à travers les chants d’esclaves, qui porte comme sujet les connexions entre différentes chansons créées par certains esclaves afro-américains, tout en expliquant les diverses origines de l’esclavage. La création et la mise en scène de cette pièce a été l’un des sujets les plus controversés de l’année 2018. Des voix de la communauté noire reprochent aux metteurs en scène leur cas précis d’appropriation culturelle, en utilisant l’héritage afro-américain pour concevoir un spectacle à caractère inclusif.
Frédéric Pierre a donné une brève entrevue dans la presse canadienne, où l’artiste demande l’appel au décorum. Même si, historiquement, il y eut un  « dérobage de culture pour les mettre dans ses musées occidentaux et en quelque sorte présenter ces cultures avec son regard colonisateur », il y a un recul à faire, selon le comédien,  par rapport à la situation. « Nous n’en sommes plus là ». Le comédien, conscientisé par rapport à l’absence de diversité dans le milieu théâtral, dit que, malgré l’importance d’une discussion collective, il ne croit pas « s’élever au-dessus du ressenti » pour « éviter les dérives militantes ».

### Héritage(Un raisin au soleil)
Héritage (Un raisin au soleil) est une pièce par Lorraine Hansberry, abordant la vie d’une famille noire venant du sud de Chicago, aux États-Unis. La famille Younger, vivant pauvrement, se rattacheront à l’héritage laissé par le mari de Lena, la mère de Walter, père de la famille. L’aspiration à un meilleur mode de vie économique, social et politique est le sujet qui se retrouve dans l’œuvre.
La pièce, ayant son premier succès au début des années 1960, se rejoue en 2019 au Théâtre Jean-Duceppe, du 4 septembre au 9 octobre dernier. Frédéric Pierre jouait le rôle de Walter, l’un des membres d’une famille du South Side de Chicago. Cette pièce est la première à inclure une distribution à 96 % noire, dans l’histoire du Québec. Frédéric Pierre s’exprime sur la question de la représentation culturelle à travers la pièce, disant que la pièce exprime un « monde où la réalité des Noirs était au pire niée, au mieux invisible pour les gens au pouvoir ». Il renchérit en disant qu’en fait, « c’est de tout la réalité du pouvoir et de la discrimination dans le monde occidental qu’il est question ». Ce huis clos expose les problèmes familiaux de ces individus, en plus du contexte socio-historique des Afro-américains dans les années 1960.
Frédéric Pierre affirme la pertinence d’une réactualisation de la pièce car il y a, selon lui, un lien à établir en la période du mouvement des droits civiques des Noirs et son importance avec la lutte qui se continue, 60 ans plus tard. Il dit dans une entrevue : « C’est un pas, pas le premier. Ça bouge depuis un certain temps. C’est super, et il faut continuer. Après, il faudra continuer de donner des rôles aux minorités, et pas seulement ceux de «personnages de couleur ».

## Théâtre

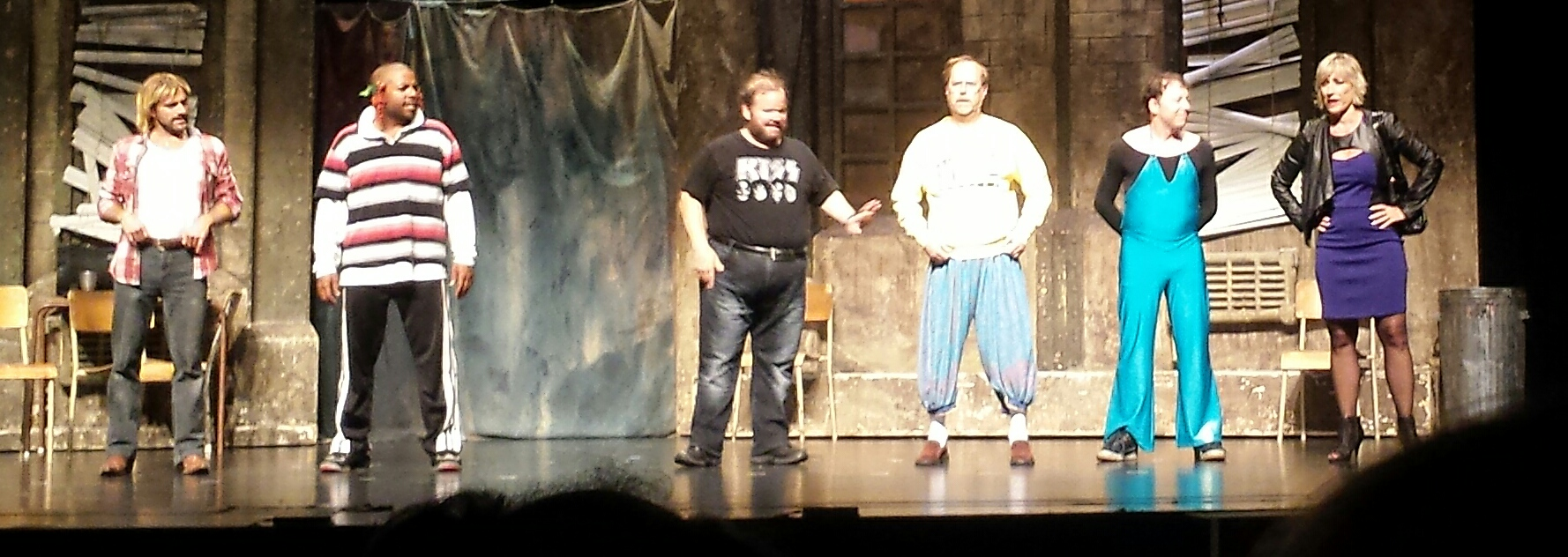
Pierre et les acteurs et une actrice de Ladies Night.

- 2000 : Lady Lester : Sda, Swoop, Mouse
- 2006 : C'est ma vie : Jean-Victor
- 2011-2018 : Ladies Night (en) : Fred
- 2015 : Le Misanthrope : Clitandre
- 2015-2018 : Race : Henry
- 2019 : Héritage (Un raisin au soleil) : Walter Lee Younger

## Filmographie

### Cinéma
- 1993 : Le Sexe des étoiles : Bouctouche
- 1994 : Reality Show (Louis 19, le roi des ondes) : adolescent
- 1996 : Pudding chômeur : journaliste
- 2004 : La Peau blanche : Henri Dieudonné
- 2008 : Le Banquet : Louis-Ferdinand
- 2008 : Louise-Michel  de Gustave Kervern et Benoît Delépine : le second du bateau
- 2010 : Piché, entre ciel et terre : René
- 2010 : L'Appât : Ti-Bobo
- 2014 : L'Ange gardien : Karl

### Télévision
- 1996 : Virginie : Sylvestre Paul
- 2000 : Tag : William
- 2001 : Réal-IT/Réal-TV (émission jeunesse à VRAK.TV) : Kevin
- 2002 : Music Hall : Yohan
- 2003 : Les Aventures tumultueuses de Jack Carter : Pie IX
- 2005 : Miss Météo (téléfilm) : Allan Kelly
- 2005 : Cover Girl : Lana Brown
- 2005 - 2015 : Légendes urbaines : animateur
- 2006 : Le 7e Round : Joël Janvier
- 2008 : Blaise le blasé : Benji Jean-François (voix)
- 2008 - 2013 : Tactik : Reda Baptiste
- 2008 : Destinée : Fred Gauthier
- 2008 : Annie et ses hommes : Dr Casimir
- 2009 : Le Gentleman : Gabriel Séverin
- 2011 : Vie de Quartier : Vincent (voix)
- 2017 : Mémoires vives : Bruno
- 2017 : L'Échappée : Dr Sylvain Thibault
- 2019 : Cinquième Rang : sergent détective Guiguère
- 2019 - 2024 : Alertes : Renaud Magloire
- 2020 : La Maison-Bleue : Pierre Pelletier
- 2024 : Lakay nou : Henri Honoré

## Nomination
- Meilleur acteur, comédie, Cover Girl, Gala des prix Gémeaux 2005